# Selaginella utchinensis
Selaginella utchinensis là một loài dương xỉ trong họ Selaginellaceae. Loài này được Koidz. mô tả khoa học đầu tiên năm 1935.
Danh pháp khoa học của loài này chưa được làm sáng tỏ. 